# Condado de Labette
El condado de Labette (en inglés: Labette County), fundado en 1867, es uno de 105 condados del estado estadounidense de Kansas. En el año 2009, el condado tenía una población de 22,203 habitantes y una densidad poblacional de 13.2 personas por km². La sede del condado es Oswego. El condado recibe su nombre en honor a Pierre La Bette.

## Geografía
Según la Oficina del Censo, el condado tiene un área total de 1692 km² (653,3 mi²), de la cual 1680 km² (648,6 mi²) es tierra y 0 km² (0 mi²) (0.01%) es agua.

### Condados adyacentes
- Condado de Neosho (norte)
- Condado de Crawford (este)
- Condado de Cherokee (este)
- Condado de Craig, Oklahoma (sur)
- Condado de Nowata, Oklahoma (suroeste)
- Condado de Montgomery (oeste)

## Demografía
Según la Oficina del Censo en 2000, los ingresos medios por hogar en el condado eran de $30,875, y los ingresos medios por familia eran $37,519. Los hombres tenían unos ingresos medios de $29,043 frente a los $21,706 para las mujeres. La renta per cápita para el condado era de $15,525. Alrededor del 12.70% de la población estaban por debajo del umbral de pobreza.

## Transporte

### Autopistas principales
- U.S. Route 160
- U.S. Route 166
- Ruta Estatal de Kansas 101

## Localidades
Población estimada en 2006;
- Parsons, 11,237
- Oswego, 2,000 (sede)
- Chetopa, 1,234
- Altamont, 1,064
- Edna, 422
- Mound Valley, 414
- Bartlett, 124
- Labette, 68

### Áreas no incorporadas
- Angola
- Dennis
- Montana
- Strauss
- Valeda

### Municipios
El condado de Labette está dividido en 16 municipios. El condado tiene a Chetopa, Oswego y Parsons como ciudades independientes a nivel de gobierno, y todos los datos de población para el censo de las ciudades son incluidas en el municipio.